# Торински метро
Торински метро је савремени систем брзог превоза у Торину. Њиме управља Gruppo Torinese Trasporti, јавно предузеће које контролише општина Торино. Систем обухвата једну линију са 23 станице која повезује станицу Ферми у Колењу са тргом Бенгаси, близу границе са општином Монкалијери.

## Историја
Историја метроа у Торину почиње тридесетих година прошлог века, када је представљен први пројекат подземне железнице. Међутим, изграђен је само део првог тунела, а стварни пројекат је одложен. Данас је тунел део система подземног паркинга.
Нова компанија посвећена развоју метро система у Торину основана је 1960-их. Урађено је неколико пројеката и студија изводљивости за подземну линију од 7 км (4,3 ми) испод центра града, а затим и за линију која повезује фабрике ФИАТ-а са околним насељима, али су на крају сви предлози одбијени.
Средином 1980-их, одобрен је нови предлог за систем од 5 брзих трамвајских линија на нивоу. Међутим, само планирана линија 3 је изграђена према првобитном пројекту, док су остале на крају изграђене или као редовне трамвајске линије, без наменске траке, или као аутобуске.
Нови пројекат је одобрен 1995. за линију од Campo Volo до главне железничке станице. Пројекат је обустављен због недостатка средстава.
Пројекат за подземну линију је настављен у априлу 1999. са дужом трасом до Лињоте. Радови на линији почели су 19. децембра 2000., у склопу радова за Зимске олимпијске игре у Торину 2006. Прва деоница је отворена 4. фебруара 2006., док је други крак на југу до главне железничке станице отворен 5. октобра 2007. Последњи део линије на југу је отворен 6. марта 2011.

## Мрежа
| Линија   | Терминали       | Отворено         | Најновије проширење | Дужина | Станице |
| -------- | --------------- | ---------------- | ------------------- | ------ | ------- |
| Линија 1 | Fermi – Bengasi | 4. фебруар 2006. | 23. април 2021.     | 151 км | 23      |

## Услуге

### Карте
Од маја 2018. карта кошта 1,70 евра и укључује градску и приградску линију у трајању од 100 минута. Штавише, било који облик сезонске карте за градски превоз важи и за метро систем. 

### Радно време
Метро почиње са радом у 5:30 од понедељка до суботе и у 7:00 недељом. Затвара се у 22:00 понедељком, у 00:30 од уторка до четвртка, у 1:30 у петак и суботу и у 1:00 недељом. 

## Планови

### Линија 2
30. августа 2017. уговор за израду идејног пројекта за другу линију додељен је компанији Systra, француском конгломерату. Линија ће повезивати југозападна предграђа града (Орбасано и Бејнаско) са квартом Баријера ди Милано на северу.
Прелиминарна анализа из 2018. резултирала је неким променама овог првобитног поравнања. Следећег године су најављене јавне консултације и нова траса, са списком од 23 планиране станице, објављена је на сајту града. У децембру 2018. идејни пројекат је достављен италијанском Министарству саобраћаја на одобрење финансирања, са циљем да се процес надметања покрене до 2021. Италијанска влада је 2019. издвојила 828 милиона евра за финансирање Линије 2 у укупном пројектованом трошку од 3 милијарде евра, а изградња би требало да почне 2021, а отварање 2028.